# City Oilers
I City Oilers sono una squadra di pallacanestro con sede nel quartiere di Lugogo, a Kampala, capitale dell'Uganda. Il team partecipa alla Uganda National Basketball League, la massima competizione nazionale, dove ha conquistato 10 titoli, il numero più alto nella storia della lega.

## Storia
Il club è stato fondato da un gruppo di amici di Kampala, che decisero di giocare insieme a pallacanestro. Iniziarono disputando partite amichevoli nei campi di Kampala, con alcuni ex giocatori della lega nazionale che si unirono a loro. Successivamente, Justus Mugisha divenne il loro allenatore e suggerì alla squadra di iscriversi ad un vero campionato. Nel 2011, il progetto fu presentato al direttore della compagnia petrolifera City Oil e la squadra venne ufficialmente fondata con il nome di City Oilers.
La squadra iniziò dalla NBL Division III nel 2011 e nel 2013 fu promossa nella NBL Uganda, campionato che ha vinto per dieci anni consecutivi a partire dal 2014. 

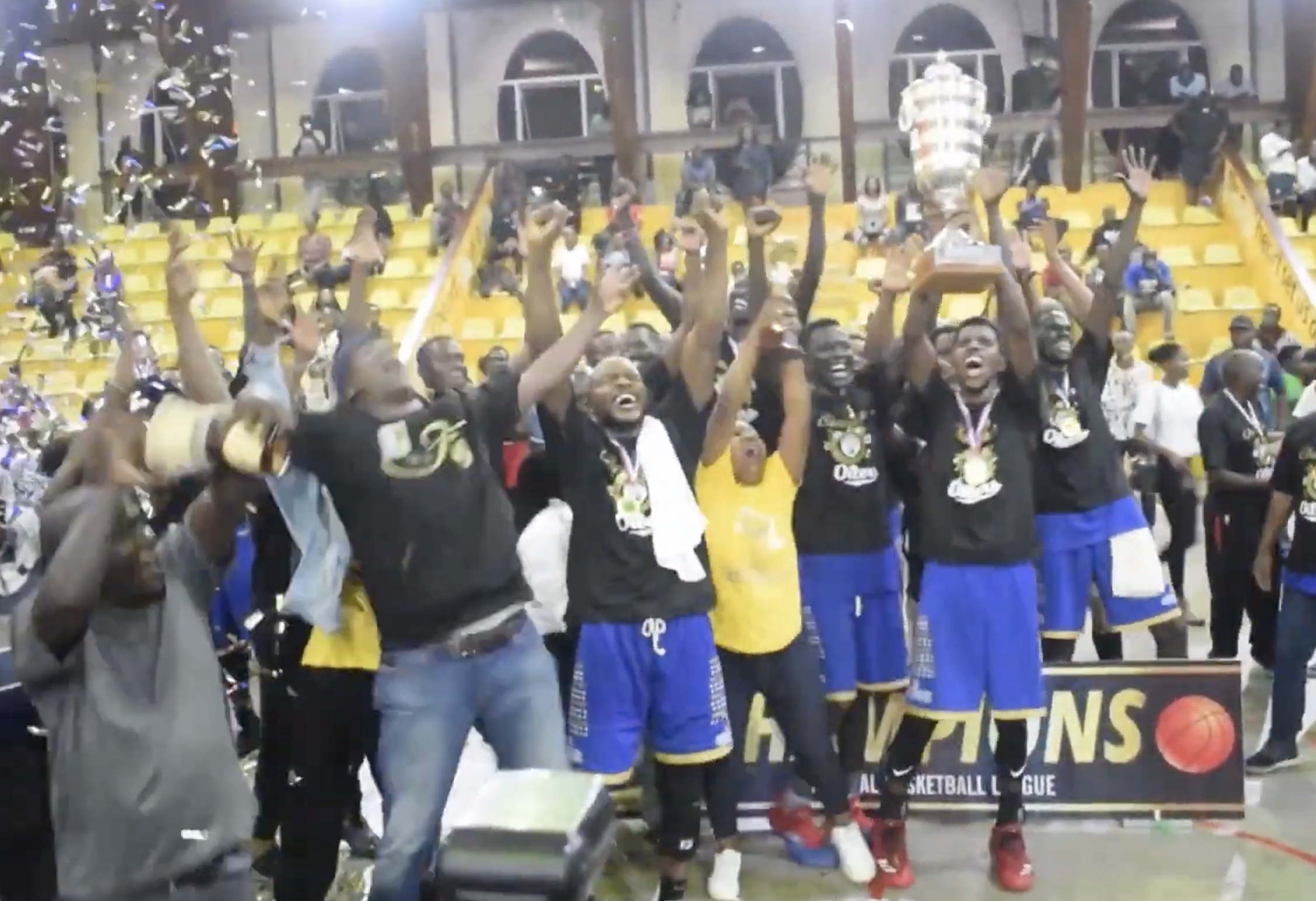
Gli Oilers mentre celebrano la vittoria della NBL Uganda 2022

Gli Oilers, in qualità di campione nazionale dell'Uganda, parteciparono al primo turno delle Qualificazioni alla Basketball Africa League 2022, chiudendo il girone con un record di 2-0, ma si ritirarono prima dell'inizio della Elite 16. L'anno successivo, i City Oilers ottennero la loro prima qualificazione per il torneo principale della Basketball Africa League battendo l'Urunani nella finale per il terzo posto del torneo Road to BAL. Nell'edizione 2023 della BAL venne inserita nella Nile Conference, terminarono però il proprio girone al sesto posto, vincendo solo una partita su cinque.
Gli Oilers conquistarono il loro nono titolo nazionale il 25 ottobre 2023, superando i KIU Titans per 4-2 nella serie finale della NBL Uganda. Nel mese successivo, si qualificarono per la loro seconda stagione consecutiva nella BAL dopo aver sconfitto il Dynamo nella semifinale del Road to BAL 2023. La squadra venne nuovamente inserita nella Nile Conference, terminando il torneo con un quarto posto nella Conference con una sola vittoria
Nel dicembre 2023, Mandy Juruni decise di lasciare il club per un'opportunità di allenare in Ruanda. Come risposta, gli Oilers affidarono la guida della squadra al suo assistente, Andrew Tendo.
Il 3 settembre 2024, dopo aver vinto per 3-0 la serie delle finali contro i KIU Titans, i City Oilers si sono aggiudicati per la decima edizione consecutiva la vittoria della Uganda National Basketball League.

## Palmarès

### Titoli Nazionali
Uganda National Basketball League
- Campioni (10): 2013, 2014, 2015, 2016, 2017, 2018, 2019, 2022,[9] 2023, 2024

### Titoli Internazionali
FIBA Africa Zone 5 Club Championship
- Campioni (2): 2016, 2017

## Organico
Organico per la stagione 2023-2024.
|    | Naz.                                  | Ruolo | Sportivo          | Anno | Alt. | Peso |  |
| -- | ------------------------------------- | ----- | ----------------- | ---- | ---- | ---- |  |
| 00 | Stati Uniti (bandiera)                | PG    | Patrick Rembert   | 1989 | 183  | 82   |  |
| 1  | Uganda (bandiera)                     | PG    | Fayed Baale       | 2001 | 173  | 70   |  |
| 4  | Uganda (bandiera)                     | AG    | James Okello      | 1992 | 193  | 104  |  |
| 6  | Stati Uniti (bandiera)                | AG    | Dane Miller Jr.   | 1990 | 203  | 98   |  |
| 7  | Uganda (bandiera)                     | G     | Ivan Muhwezi      | 1998 | 182  | 78   |  |
| 10 | Uganda (bandiera)                     | G     | Tony Drileba      | 1993 | 183  | 80   |  |
| 12 | Uganda (bandiera)                     | AP    | Ssenkubuge Allawi | 2002 | 188  | 84   |  |
| 13 | Uganda (bandiera)                     | C     | Titus Odeke       | 1998 | 203  | 105  |  |
| 14 | Uganda (bandiera) · Canada (bandiera) | G     | Robinson Opong    | 1989 | 191  | 87   |  |
| 15 | Ghana (bandiera)                      | AG    | Muhammed Ahmed    | 1993 | 201  | 100  |  |
| 23 | Stati Uniti (bandiera)                | G     | Randy Culpepper   | 1989 | 183  | 79   |  |
| 24 | Sudan del Sud (bandiera)              | C     | Khaman Maluach    | 2006 | 218  | 100  |  |

### Staff tecnico
| Ruolo           | Nome         |
| --------------- | ------------ |
| Capo Allenatore | Andrew Tendo |

## Giocatori celebri
- Jimmy Enabu
- Kami Kabange
- Stanley Ocitti
- James Okello
- Stephen Omony
- Robinson Opong
- A'Darius Pegues
- Tony Drileba
- Ivan Lumanyika
- Ivan Muhwezi
- Landry Ndikumana
- Khaman Maluach
- Ruai Luak
- Lual Titus
- Geoffrey Omondi
- Fidel Odur Okoth
- Chijioke Azolibe
- Francis Azolibe
- Randy Culpepper
- Germaine Roebuck
- Perry Petty
- Ngor Barnaba
- Falando Jones
- Patrick Rembert
- Dane Miller Jr.